# Özlem Demirel
Özlem Demirel (nascida em 10 de março de 1984, Malatya, Turquia) é uma política alemã que actualmente é representante do partido A Esquerda como membro do Parlamento Europeu.

## Educação
Ela frequentou a educação primária e secundária em Bielefeld e Colónia, e formou-se no ensino médio em 2004. Ela começou a estudar ciências políticas e história na Universidade de Bonn.

## Carreira política
Desde cedo interessou-se pela política e aos 15 anos envolveu-se na secção juvenil do Sindicato Democrático dos Trabalhadores (DIDF). Em 2012, ela tornou-se a presidente do DIDF. De 2005 a 2007 ela foi membro do Partido do Socialismo Democrático (PDS), e co-fundou o partido A Esquerda em 2007. Ela liderou a esquerda na campanha juntamente com Christian Leye para a eleição para o Parlamento do Estado (Landtag) da Renânia do Norte-Vestfália em 2017, onde a esquerda não atingiu os 5% acessíveis para entrar no Landtag. Ela foi novamente a principal candidata da campanha eleitoral da esquerda para o Parlamento Europeu de 2019 para o qual foi eleita em 24 de maio de 2019. No Parlamento Europeu, ela é vice-presidente da Subcomissão de Segurança e Defesa e da delegação à Comissão Parlamentar Mista UE-Turquia.

## Vida pessoal
Demirel nasceu em Malatya em 1984 e migrou para a Alemanha juntamente com a sua família quando ela tinha 5 anos. Ela é casada e é mãe de dois filhos.